# Sudden Lights
Sudden Lights är ett lettiskt indierockband som bildades 2012 i Riga. Bandets medlemmar är Andrejs Reinis Zitmanis, Mārtiņš Matīss Zemītis, Kārlis Matīss Zitmanis och Kārlis Vārtiņš. Efter att de vann Supernova 2023, musiktävlingen för att utse Lettlands bidrag till Eurovision Song Contest, fick de representera Lettland i Eurovision Song Contest 2023 med låten "Aijā".
Bandets tredje och senaste album Miljards vasaru släpptes i maj 2022.

## Bakgrund[3]
Bandet bildades 2012 medan medlemmarna ännu gick på Pāvuls Jurjāns musikskola i Riga. 
2015 vann bandet tävlingen Pirmā plate, vilket är en tävling för unga musiker. Priset var att få spela in en egen låt, vilket resulterade i bandets debutsingel Tik Savadi. Låten blev populär och bandet fick chansen att spela in mer musik, och 2017 släppte de deras första studioalbum Priekšpilsētas, innehållande låtar på både lettiska och engelska. Bandet ställde upp i Supernova 2018, Lettlands uttagning till Eurovision Song Contest, med albumets sista låt Just Fine, som resulterade i en andraplats.
Bandets andra album Vislabāk ir tur, kur manis nav släpptes den 11 oktober 2019, denna gången endast innehållande låtar på lettiska.
Bandets tredje album Miljards vasaru släpptes den 13 maj 2022.

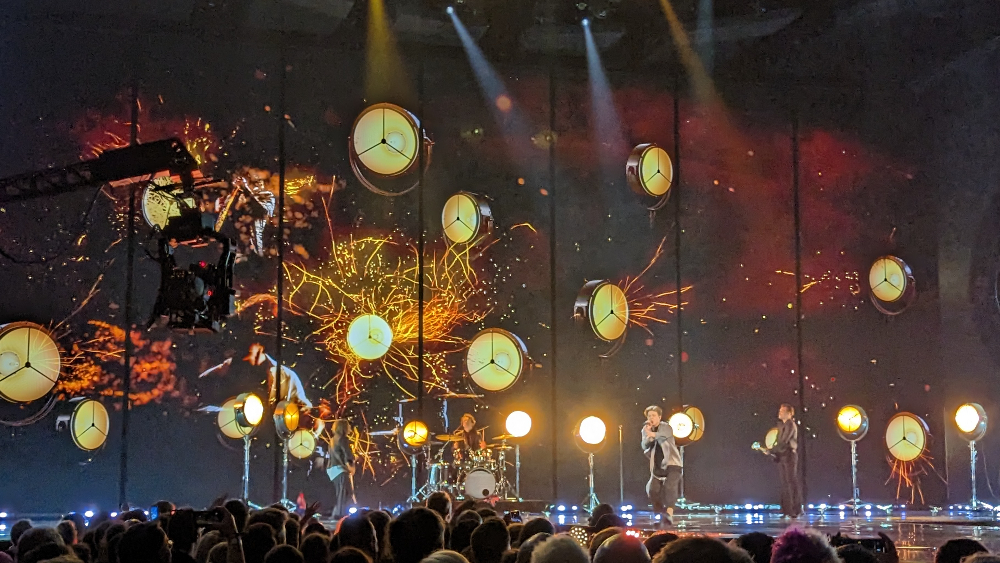
Bandet under ett rep inför Eurovision Song Contest 2023.

2023 ställde bandet ännu en gång upp i tävlingen Supernova. Denna gång med låten Aijā, vilket resulterade i en vinst och därmed fick de representera Lettland i Eurovision Song Contest 2023. Låten tävlade i första semifinalen, men hamnade en placering för lågt och tog sig inte till final.
I december samma år släppte bandet sitt första livealbum, Zaļais teātris (Live).

## Medlemmar

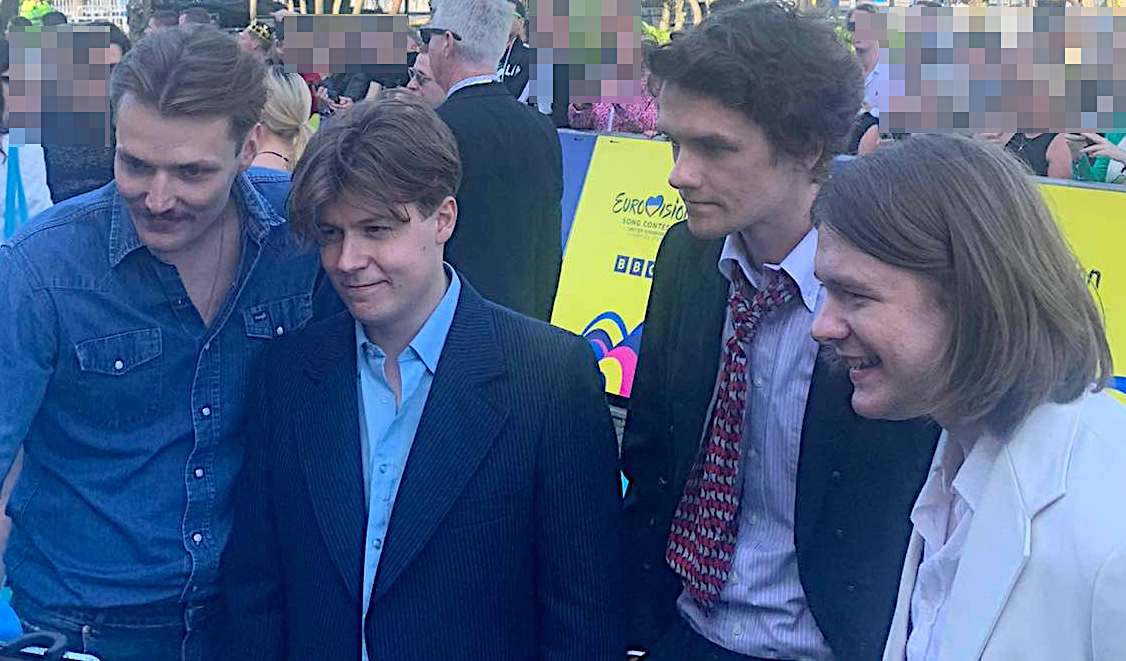
Sudden Lights 2023

## Medlemmar[3]
| Namn                    | Roll/Instrument | År    |
| ----------------------- | --------------- | ----- |
| Andrejs Reinis Zitmanis | Sångare         | 2012- |
| Mārtiņš Matīss Zemītis  | Trummis         | 2012- |
| Kārlis Matīss Zitmanis  | Gitarrist       | 2012- |
| Kārlis Vārtiņš          | Basist          | 2012- |

## Diskografi[10]

### Album
| År   | Titel                          |
| ---- | ------------------------------ |
| 2017 | Priekšpilsētas                 |
| 2019 | Vislabāk ir tur, kur manis nav |
| 2022 | Miljards vasaru                |
| 2025 | īsas vasaras garas ziemas      |

### Livealbum
| År   | Titel                 |
| ---- | --------------------- |
| 2023 | Zaļais teātris (Live) |

### Singlar
| År   | Titel                          | Album                          |
| ---- | ------------------------------ | ------------------------------ |
| 2015 | Tik savādi                     | Priekšpilsētas                 |
| 2016 | Priekšpilsētas valsis          | Priekšpilsētas                 |
| 2017 | Laikmets                       | Priekšpilsētas                 |
| 2017 | Šajā sētas pusē                | Priekšpilsētas                 |
| 2018 | Negribu piezemēties            | Vislabāk ir tur, kur manis nav |
| 2019 | Dzīvnieks                      | Vislabāk ir tur, kur manis nav |
| 2019 | Izbēgšana                      | Vislabāk ir tur, kur manis nav |
| 2019 | Gaisma                         | Vislabāk ir tur, kur manis nav |
| 2020 | Haosā (feat. Astro'n'out)      | —                              |
| 2020 | Elektriskā gaisma              | Miljards vasaru                |
| 2021 | Klusumi                        | Miljards vasaru                |
| 2021 | Aizņem man vietu (feat. ANNNA) | —                              |
| 2021 | Siltas vasaras ēnā             | Miljards vasaru                |
| 2022 | Laternas                       | Miljards vasaru                |
| 2022 | Pasaule trīc (feat. ZaBrene)   | —                              |
| 2022 | Jasmīns (feat. ZEĻĢIS)         | Miljards vasaru                |
| 2023 | Aijā                           | —                              |
| 2023 | Backwards in Time              | —                              |
| 2023 | Mēs turpināmies                | īsas vasaras garas ziemas      |
| 2023 | Mūsu mīlestība                 | inget album                    |
| 2023 | Adata un diegs (feat. Gustavo) | inget album                    |
| 2024 | Eastern European Dream         | inget album                    |
| 2024 | nejauši kadri                  | īsas vasaras garas ziemas      |
| 2024 | eldorado                       | īsas vasaras garas ziemas      |
| 2025 | lai tev apnīk skumt            | īsas vasaras garas ziemas      |
| 2025 | ātri lēni                      | īsas vasaras garas ziemas      |